# Sviratji
Sviratji (bulgariska: Свирачи) är ett distrikt i Bulgarien.   Det ligger i kommunen Obsjtina Ivajlovgrad och regionen Chaskovo, i den sydöstra delen av landet, 270 km sydost om huvudstaden Sofia.
Trakten runt Sviratji består till största delen av jordbruksmark. Runt Sviratji är det glesbefolkat, med 10 invånare per kvadratkilometer.